# Cheng Guoping
Cheng Guoping (* Mai 1952 in Hebei) ist ein Diplomat der Volksrepublik China, der zwischen 2008 und 2009 Botschafter in Kasachstan sowie von 2011 bis 2015 Vize-Außenminister war.

## Leben
Cheng Guoping absolvierte ein Studium der Rechtswissenschaften und war zwischen 1975 und 1980 als Lehrer im Pekinger Stadtbezirk Dongcheng tätig sowie im Anschluss von 1980 bis 1986 Mitarbeiter der Sammlungs- und Übersetzungsabteilung des Juristischen Verlages in Peking. Danach absolvierte er zwischen 1984 und 1986 ein postgraduales Studium im Fach Internationales Recht an der Universität Peking und trat im Anschluss in den Auswärtigen Dienst ein. Er fand zunächst Verwendung im Außenministerium und war zwischen 1986 und 1993 nacheinander Dritter Sekretär, Zweiter Sekretär, stellvertretender Referatsleiter sowie Referatsleiter in der Abteilung für die Sowjetunion und Osteuropa, ehe er von 1993 bis 1996 Erster Sekretär an der Botschaft in Russland war.
Nach seiner Rückkehr war Cheng von 1996 bis 1997 Erster Sekretär in der Abteilung für Osteuropa und Zentralasien des Außenministeriums sowie im Anschluss zwischen 1997 und 2001 Botschaftsrat an der Botschaft in Georgien und danach von 2001 bis 2003 Generalkonsul in Chabarowsk. Anschließend war er von 2003 bis 2007 als Botschaftsrat abermals an der Botschaft in Russland tätig sowie zwischen 2007 und 2008 Generaldirektor der Abteilung Europa und Zentralasien des Außenministeriums. Als Nachfolger von Zhang Xiyun wurde er im September 2008 Außerordentlicher und Bevollmächtigter Botschafter in Kasachstan und verblieb auf diesem Posten bis Februar 2010, woraufhin Zhou Li im Mai 2010 seine dortige Nachfolge antrat. Er war danach bis 2011 Mitglied der Führung des Außenministeriums und zuletzt zwischen 2011 und 2015 Vize-Außenminister. Er ist verheiratet und Vater einer Tochter.

## Weblink
- Biografie auf der Homepage des Außenministeriums